# Filip Koburg-Koháry
Ferdynand Filip Maria August Rafał Koburg-Koháry, niem. Ferdinand Philipp Maria August Rafael von Sachsen-Coburg und Gotha-Koháry (ur. 28 marca 1844 w Paryżu, zm. 3 lipca 1921 w Coburgu) – niemiecki arystokrata, 1881–1921 tytularny książę Koháry, członek katolickiej linii dynastii koburskiej, numizmatyk.

## Życiorys
Przyszedł na świat w paryskim pałacu Tuileries jako pierworodny syn Augusta Koburga-Koháryego (1818–1881), księcia Koháry i jego żony Klementyny Orleańskiej (1817–1907), królewny Francuzów. Miał czworo młodszego rodzeństwa, siostry: Klotyldę Marię (1846–1927) i Marię Amelię (1848–1894), oraz braci: Ludwika Augusta (1845–1907) i Ferdynanda Maksymiliana (1861–1948), przyszłego cara Bułgarów. W 1859–1863 uczęszczał do Gimnazjum Teresianum w Wiedniu. Następnie był słuchaczem austro-węgierskiej szkoły kadetów. W 1865–1870 studiował w Terezjańskiej Akademii Wojskowej, z której ukończeniem otrzymał awans na stopień majora i przydział do armii. W czasie studiów nawiązał przyjaźń z Rudolfem Habsburgiem-Lotaryńskim, następcą tronu Austro-Węgier, którego stał się powiernikiem. Przyjaźń ta okazała się dozgonna i wymownie podkreślona, kiedy to właśnie Filip Koburg-Koháry wraz z kamerdynerem Johannem Loschekem odnalazł martwych Rudolfa i jego kochankę Marię Vetsera w pałacu myśliwskim w Mayerling.
4 lutego 1875 w Brukseli Filip poślubił swoją kuzynkę Ludwikę (1858–1924), królewnę Belgów, córkę Leopolda II i Marii Henryki Habsburżanki. W 1896 małżeństwo uległo rozpadowi, kiedy to Ludwika odeszła od męża i związała się ze swoim wieloletnim kochankiem, Gézą Mataciciem-Kegleviciem (1867–1923). W 1898 Filip Koburg-Koháry uzyskał wyłączne prawa rodzicielskie nad dwójką dzieci, pochodzącymi z małżeństwa. W tym samym roku na wyraźne polecenie cesarza Franciszka Józefa I, Filip Koburg-Koháry stoczył pojedynek ze swoim rywalem, z którego obaj wyszli bez większych ran. 15 stycznia 1906 związek uległ rozwodowi. Małżeństwo Ludwiki i Filipa spłodziło dwoje dzieci:
- Leopold Klemens (1878–1916)
- Dorota Maria (1881–1967) ⚭ Ernest Günter Oldenburg (1863–1921), tytularny książę Szlezwiku-Holsztynu.

Po rozwodzie Filip Koburg-Koháry przeniósł się wraz z dziećmi do pałacu Bürglaß w Coburgu, gdzie zmarł w 1921. Został pochowany w kościele św. Augustyna. Spadkobiercą majątku i tytułu książęcego został jego bratanek Piotr August (1866–1934).

## Numizmatyka
Filip Koburg–Koháry żywo interesował się historią pieniądza. Posiadał pokaźne zbiory numizmatyczne, obejmujące monety z wielu krajów Europy, głównie Saksonii i krajów rządzonych przez różne gałęzie dynastii Wettynów. Obok nich dużą część zbiorów zajmowały monety pochodzące z Bliskiego Wschodu, Chin, Japonii i krajów Azji Środkowej. W 1875 został członkiem honorowym Belgijskiego Towarzystwa Numizmatycznego. Od tej pory regularnie publikował w organie prasowym towarzystwa. Zbiory numizmatyczne Filipa Koburga-Koháry’ego zostały rozproszone po jego śmierci. Znaczna ich część została zlicytowana na aukcji we Frankfurcie nad Menem w 1928. Eksponaty pochodzące z jego kolekcji sukcesywnie trafiają do zbiorów publicznych, jednak nadal trwają prace katalogowe nad jej zasobem.

## Odznaczenia
- Kawaler Krzyża Wielkiego Orderu Ernestyńskiego (luty 1862)
- Kawaler Orderu Leopolda na Wielkiej Wstędze z Mieczami (16 czerwca 1874)
- Kawaler Orderu Złotego Runa (1881)
- Kawaler Orderu św. Huberta (1882)
- Kawaler Krzyża Wielkiego Orderu Ludwika (27 kwietnia 1882)
- Kawaler Orderu Orła Czerwonego, I kl. (22 marca 1883)
- Kawaler Krzyża Wielkiego Orderu Karola III (10 stycznia 1884)
- Kawaler Krzyża Wielkiego Orderu Łaźni (3 sierpnia 1885)
- Kawaler Orderu Korony Rucianej (1891)
- Kawaler Krzyża Wielkiego Orderu św. Karola (21 marca 1905)
- Kawaler Krzyża Wielkiego Królewskiego Orderu Wiktoriańskiego (9 listopada 1906)
- Kawaler Orderu Orła Czarnego (1914)
- Kawaler Orderu śś. Cyryla i Metodego (1921)
- Baliw Krzyża Wielkiego Orderu Honoru i Dewocji w Posłuszeństwie (1921)
- Kawaler Orderu Wieży i Miecza

## Genealogia
| Prapradziadkowie                | ks. Saksonii-Koburg-Saalfeld Ernest Fryderyk (1724–1800) ∞1749 Zofia z Brunszwiku-Wolfenbüttel (1724–1782) | hr. Reuss-Ebersdorf Henryk III (1724–1779) ∞1754 Karolina z Erbach-Schönberg (1727–1796)       | Ignác József Koháry (1726–1777) ∞ok. 1750–1760 Maria Gabriella Cavriani (1736–1803)   | Jiří Kristián Waldstein-Wartenberg (1743-1791) ∞1765 Elisabeth von Ulfeldt (1747–1791) | Ludwik Filip Orleański Gruby (1725–1785) ∞1743 Ludwika Henryka Burbon-Conti (1726–1759)   | Ludwik Jan Burbon (1725–1793) ∞1744 Maria Teresa d’Este (1726–1754)                       | kr. Hiszpanii, Neapolu i Sycylii Karol III (1716–1788) ∞1738 Maria Amelia Saska (1724–1760)     | ces. rzymsko-niemiecki Franciszek I (1708–1765) ∞1736 kr. Czech i Węgier, aks. Austrii Maria Teresa (1717-1780) |
| Pradziadkowie                   | ks. Saksonii-Koburga-Saalfeld Franciszek (1750–1806) ∞1777 Augusta Reuss-Ebersdorf (1757–1831)             | ks. Saksonii-Koburga-Saalfeld Franciszek (1750–1806) ∞1777 Augusta Reuss-Ebersdorf (1757–1831) | Ferenc József Koháry (1767–1826) ∞1792 Maria Antonia Waldstein-Wartenberg (1771–1854) | Ferenc József Koháry (1767–1826) ∞1792 Maria Antonia Waldstein-Wartenberg (1771–1854)  | Ludwik Filip Orleański Równy (1747-1743) ∞1769 Ludwika Maria Burbon (1753-1821)           | Ludwik Filip Orleański Równy (1747-1743) ∞1769 Ludwika Maria Burbon (1753-1821)           | kr. Obojga Sycylii Ferdynand I (1751-1825) ∞1768 Maria Karolina Habsburg-Lotaryńska (1752–1814) | kr. Obojga Sycylii Ferdynand I (1751-1825) ∞1768 Maria Karolina Habsburg-Lotaryńska (1752–1814)                 |
| Dziadkowie                      | Ferdynand Jerzy Koburg (1785–1851) ∞1815 Maria Antonina Koháry (1797–1862)                                 | Ferdynand Jerzy Koburg (1785–1851) ∞1815 Maria Antonina Koháry (1797–1862)                     | Ferdynand Jerzy Koburg (1785–1851) ∞1815 Maria Antonina Koháry (1797–1862)            | Ferdynand Jerzy Koburg (1785–1851) ∞1815 Maria Antonina Koháry (1797–1862)             | kr. Francuzów Ludwik Filip I (1773–1850) ∞1809 Maria Amelia Burbon-Sycylijska (1782–1866) | kr. Francuzów Ludwik Filip I (1773–1850) ∞1809 Maria Amelia Burbon-Sycylijska (1782–1866) | kr. Francuzów Ludwik Filip I (1773–1850) ∞1809 Maria Amelia Burbon-Sycylijska (1782–1866)       | kr. Francuzów Ludwik Filip I (1773–1850) ∞1809 Maria Amelia Burbon-Sycylijska (1782–1866)                       |
| Rodzice                         | August Wiktor Koburg-Koháry (1818–1881) ∞1843 Maria Klementyna Orleańska (1817–1907)                       | August Wiktor Koburg-Koháry (1818–1881) ∞1843 Maria Klementyna Orleańska (1817–1907)           | August Wiktor Koburg-Koháry (1818–1881) ∞1843 Maria Klementyna Orleańska (1817–1907)  | August Wiktor Koburg-Koháry (1818–1881) ∞1843 Maria Klementyna Orleańska (1817–1907)   | August Wiktor Koburg-Koháry (1818–1881) ∞1843 Maria Klementyna Orleańska (1817–1907)      | August Wiktor Koburg-Koháry (1818–1881) ∞1843 Maria Klementyna Orleańska (1817–1907)      | August Wiktor Koburg-Koháry (1818–1881) ∞1843 Maria Klementyna Orleańska (1817–1907)            | August Wiktor Koburg-Koháry (1818–1881) ∞1843 Maria Klementyna Orleańska (1817–1907)                            |
| Filip Koburg-Koháry (1844–1921) | |                                                                                                |                                                                                       |                                                                                        |                                                                                           |                                                                                           |                                                                                                 | |